# 田原藩

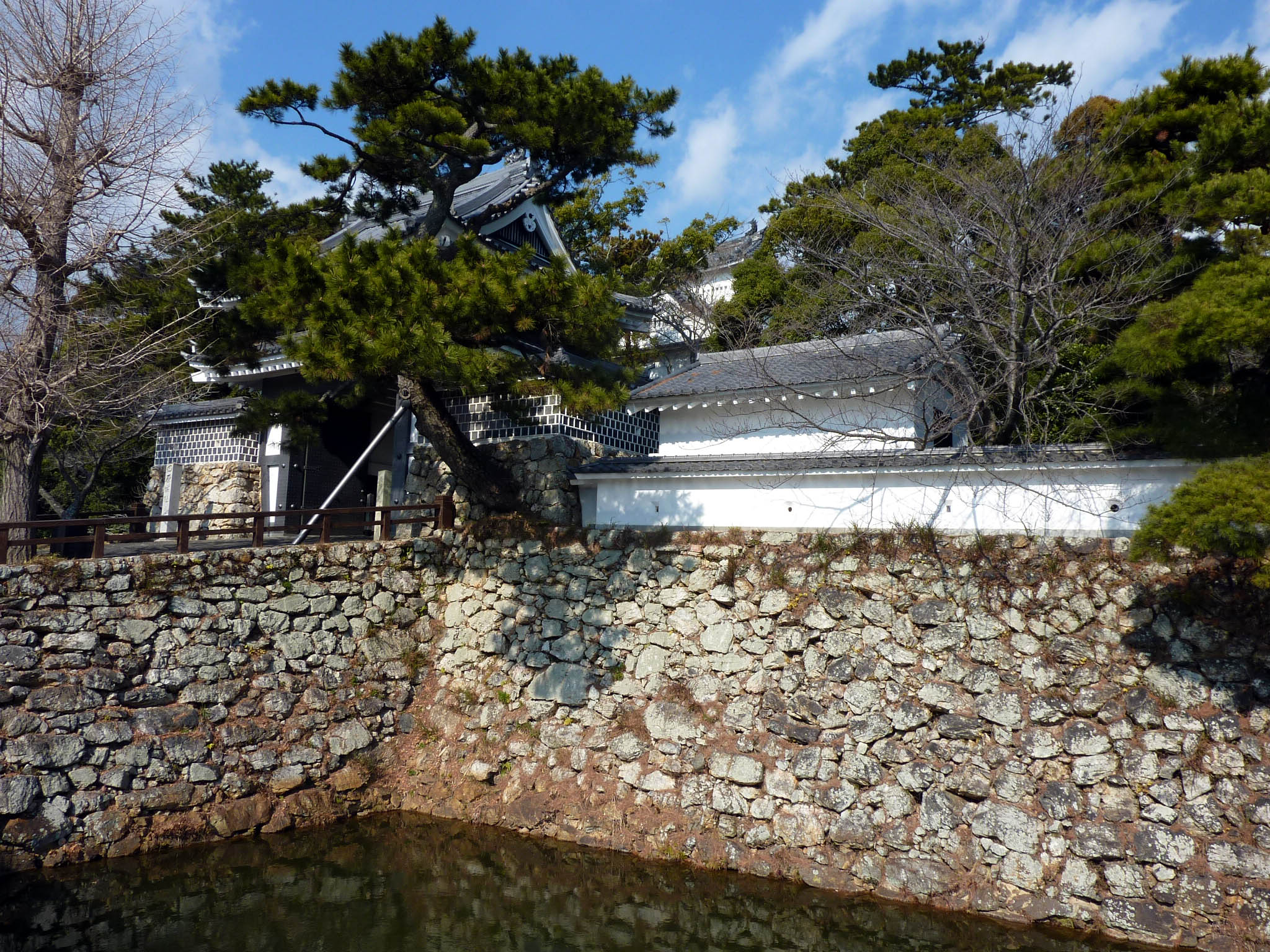
田原城

田原藩（たはらはん）は、三河国田原（現在の愛知県東部・渥美半島）にあった譜代大名の藩である。本拠は室町時代末期に築かれた田原城。

## 藩史
田原城は1480年（文明12年）、国人領主である戸田宗光によって築城されたのが始まりといわれる。その後、徳川家康の支配を経て、三河吉田城主となった池田輝政の支配下に入り、輝政は家老の伊木忠次を城代として入れていた。1600年（慶長5年）9月、関ヶ原の戦いで輝政は東軍に与し、岐阜城攻めや関ヶ原本戦で武功を挙げたことから、戦後に播磨姫路藩に加増移封された。
1601年（慶長6年）3月、伊豆下田5000石より徳川氏譜代の家臣で、かつて田原を治めていた戸田宗光の傍系一族に当たる戸田尊次が1万石で入ったことにより、田原藩が立藩した。1664年（寛文4年）5月9日、第3代藩主・戸田忠昌は加増の上で肥後天草郡の富岡藩に移封された。
代わって、三河挙母藩より三宅康勝が1万2000石で入る。三宅家は小大名ながら城持大名であることを許されるほどの名門であったが、知行高に較べて藩士が多く、さらに田原の地も痩地であった上に風水害の被害も多く、常に財政難に苦しんだ。
このため、第11代藩主・三宅康直の時代である1832年（天保3年）、家老に登用された渡辺崋山（登）は有能な人材登用のために各高分合制の給与改革、備蓄制度の義倉制度の整備などを行ない、天保の大飢饉から藩を救った。1841年（天保12年）の崋山の死後には農政家の大蔵永常などによる藩政改革、財政改革が行なわれ、村上範致による軍制改革も行われて、大砲の鋳造や洋式砲術の導入を推進した。
第12代藩主・三宅康保時代の1869年（明治2年）6月、版籍奉還で康保は田原藩知事に任命され、1871年（明治4年）7月の廃藩置県で田原藩は廃藩となり、田原県を経て額田県に編入され、後に愛知県に編入された。
田原藩の江戸藩邸（上屋敷）は隼町の江戸城内堀沿いに城を望む場所に立地していた。明治維新後、藩邸の敷地は東京第一衛戍病院、陸軍航空本部庁舎、在日米軍住宅パレスハイツを経て、現在は最高裁判所や国立劇場となっている。また、藩邸跡地前にある内堀通りの坂で、坂に面して建っている最高裁判所や、かつて坂に面して立地していた陸軍参謀本部、日本社会党・社会民主党の通称でもある三宅坂は田原藩主である三宅家に由来するものである。

## 藩校・成章館

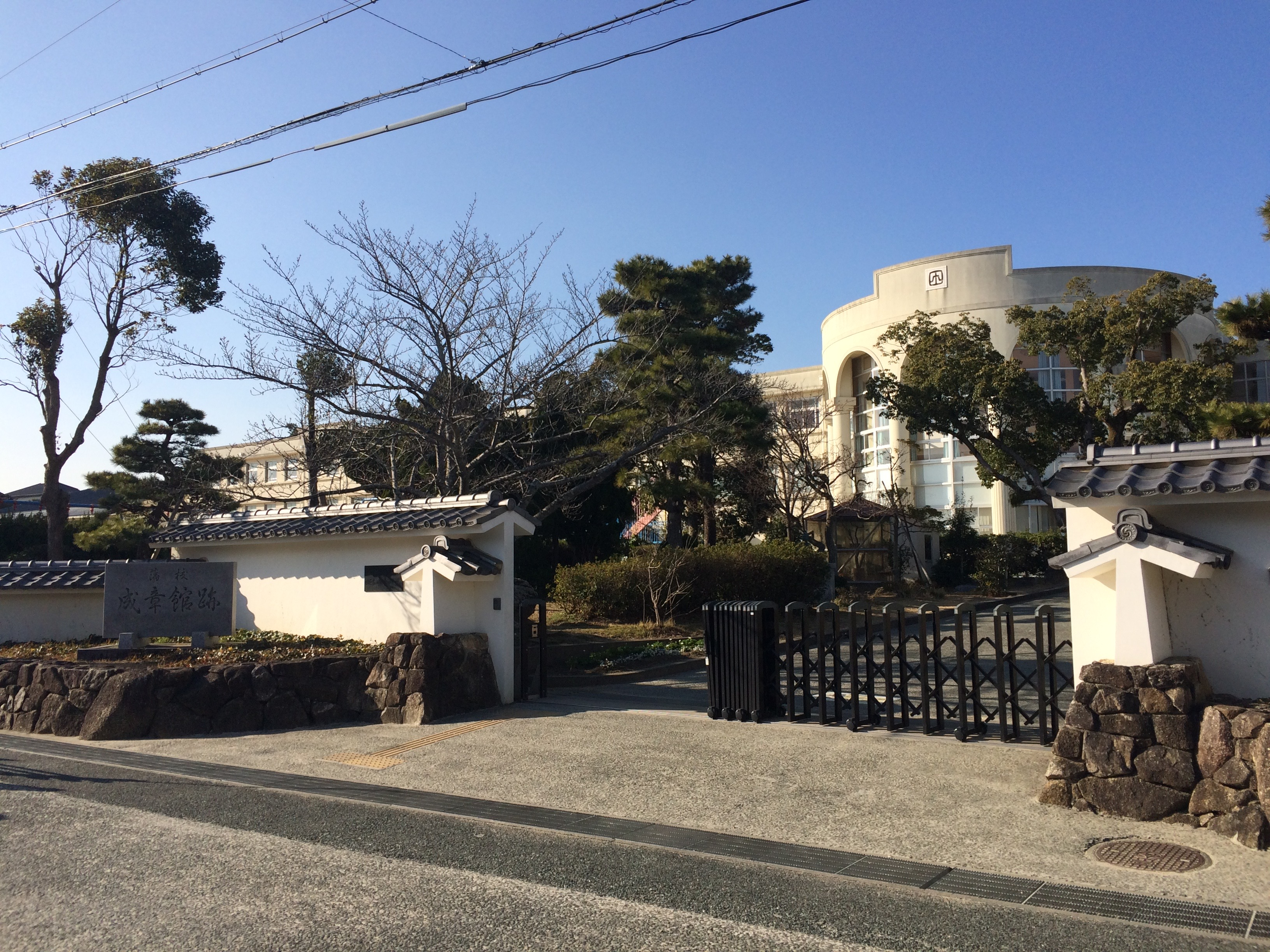
田原中部小学校。校門横に「藩校成章館跡」の碑が建つ。

藩校として1810年（文化7年）に藩の儒医萱生玄淳によって成章館が開かれた。敷地は、現在の田原中部小学校に相当する。
校名は萱生玄淳の撰名と思われ、『論語』公冶長篇に「子、陳に在りて日わく、帰らんか。吾が党の小子、狂簡、斐然として章を成す（斐然成章)。之を裁する所以を知らざるなり。」とあり、孔子が「故国魯に帰ろうや、在郷の門人たちは世事には疎略であるが志操高遠で文は美しく論理成就し、道を伝える器である。どうしてこれを糺したち切ることができようか。彼等は後学として育て、もって後世に道を伝えよう。」と述べたことを用いて、藩校成章館は朴訥な田舎の生徒であるが道を後進に育て行う学堂であるという意味が込められている。
尾張・三河にあった成章館などの藩校はそれぞれ自藩藩士の子弟をおもな対象として教育活動を展開した。成章館は、藩主三宅家と洋学者の渡辺崋山、鈴木春山、村上範致らの活動によって世に注目された。創立当初、漢籍の素読と武術をおもな教育内容としていたが、1834年（天保2年）正月鈴木春山らを招いて、洋学を教えさせ、村上範致により西洋兵術の教授を実施した。1871年（明治4年）、廃藩置県にともない、62年間で自然廃校となった。
のち、1901年（明治34年）に、近代教育機関として成章館が再興され、変遷を経て1948年（昭和23年）に愛知県立成章高等学校となっている。

## 田原藩の家臣
この項は「田原藩三宅家分限帳」より作成した。△は江戸詰め。掲載順・漢字も史料のママ。

### 天保八年（1837）四月改　田原藩江戸御家中分限並席次
・100石　役料20石　年寄　鈴木弥太夫
・80石　役料20石　年寄　川澄亦次郎
・120石　年寄　佐藤半助
・△100石　役料20石　年寄　巣鴨様及若殿様兼　渡辺登
・46俵　加判、御勝手総元メ　真木重郎兵衛
・15人（扶持）　用人　市川茂右衛門
・△100石　用人、物頭心得　石川三蔵
・△35俵外15俵　側用人中小姓支配、留守居兼勝手懸リ　八木仙右衛門
・40俵外5俵　側用人中小姓支配、留守居兼勝手懸　八木八右衛門
・50俵　側用人中小姓支配、留守居兼勝手懸　小寺大八郎
・15人外5人（扶持）　者頭　雪吹伊織
・200石　籏奉行、徒士支配　三浦舎人
・100石　長柄奉行　平山紋右衛門　
・30俵　長柄奉行格、村奉行　大嶋祐左衛門
・35俵　表取次　杉山長左衛門
・15人（扶持）　村井常次郎
・32俵外3俵　取次順席、村奉行使番兼　金田丈左衛門
・△37俵　側取次、勝手懸リ　鈴木孫助
・200石　側取次　丹羽長平
・200石　表取次　間瀬弘人
・△100石　表取次　平山太郎左衛門
・25俵外5俵　取次格元メ　生田何右衛門
・△25俵外5俵　取次格、留守居添　和田伝
・△30俵外3俵　目付役、勝手吟味役　斎藤式右衛門
・190石　取次頭役、近習　村松百度
・30俵　使番格、納戸　木下半外
・△32俵　使番格、奥付　早川源蔵
・△32俵　使番格、硯量院様付　上田九左衛門
・△150石　使番次席　平山忠治
・130石　給人　松岡蔀
・15人（扶持）幼年中5人　（上）條善治
・10人（扶持）　給人　川澄外一郎
・28俵外2俵　給人　赤井覚右衛門
・35俵　給人、馬乗元メ　二村二三二
・△22俵外8俵　給人、中目付役□　中島源太夫
・32俵　給人、中目付役後　渥美糺
・△40俵　給人格、納戸　雪吹伝兵衛
・22俵　給人格、各役元メ　小川岑右衛門
・25俵　給人格、若殿様付　村上作太夫
・20俵　給人格、納戸　斎藤寛吉
・26俵　給人格、学校係　萱生源左衛門
・10人（扶持）　給人末席、医師　中村玄喜
・△23俵　納戸兼馬役　市野権平
・23俵外2俵　納戸格交代元メ　山田儀作
・18俵外2俵　納戸格、蔵方　玉置恒右衛門
・20俵外2俵　納戸格、祐筆　松坂与十郎
・24俵　交代元メ　坂倉安右衛門
・△35俵　近習順席、中小姓給人　庄源五郎
・32俵　近習　小山林治
・35俵　近習、代官見習　稲熊補助
・雇4両　中小姓　上田喜作
・10人（扶持）　近習順席、中小姓　鏑木矢六
・雇　近習　金田應造
・雇　近習　生田謙吉
・△雇4両　八木木八
・〃　馬役見習　村上国助
・〃　医師　鈴木春山
・△30俵　近習　上田彦六
・△15俵外2俵　巣鴨様、納戸手伝　上田八郎
・12人（扶持）　医師　萱生元的
・20俵　中小姓　鈴木五郎兵衛
・23俵　中小姓順席、祐筆　永田城右衛門
・20俵　〃　本多力蔵
・20俵　中小姓　土井古右衛門
・△雇4両　〃　渡辺五郎
・23俵　〃　村上定平
・23俵　中小姓順席、山湊代官　村上孫兵衛
・17俵　〃　河辺甚右衛門
・40俵　〃　光用拙五郎
・雇　中小姓順格、近習　間瀬晢
・15俵外3俵　連紙格、代官役　塩谷武左衛門
・15俵外2俵　〃　代官　日高三左衛門
・15俵外2俵　〃　蔵方改　松坂安兵衛
・〃　〃　賄方　高橋伊左衛門
・〃　〃　勝手廻り　普請方中間支配　岡田与次右エ門
・15俵　〃　普請方中間支配　長尾助六
・17俵　〃　下目付役　大羽弥兵衛
・22俵　供中小姓、下目付役　近藤三太夫
・〃　供中小姓　鞍馬増右衛門
・18俵　〃　浅野忠八郎
・20俵　供中小姓順席、産物係　戸田熊蔵
・25俵　〃　奥田広吉
・△雇4両　供中小姓順席、右筆　次田小弥太
・15俵　〃　岡田森助
・25俵　供中小姓　伴和助
・△17俵　〃　森田寛蔵
・18俵　供中小姓順席、近習　佐野麻吉
・22俵　〃　近藤助五郎
・13俵外2俵　〃　秋野清六郎
・△雇4両　〃　巣鴨様近習　中島源之助
・雇　〃　近習　川澄肇
・18俵　〃　永田千吉
・△18俵　〃　帳付　森田清五郎
・17俵　〃　吉住右衛門七
・△15俵　連紙格、帳付　大津庄三郎
・〃　〃　小屋頭　天野孝右衛門
・17俵　連紙格、右筆見習　鈴木司馬助
・15俵　〃　右筆　山本雅兵衛
・雇　〃　次番　玉置左右吉
・△雇　〃　巣鴨様次番　稲熊五六
・△雇　〃　金田万之丞
・15俵　小屋頭　夏目善七郎
・15俵　小屋頭次番　岡本久太夫
・17俵　〃　杉山五平治
・〃　小屋頭　中村三八郎
・△15俵　徒士　津田弥太郎
・12俵外3俵　徒士順格、元メ下役　佐野岡右衛門
・〃　〃　本多儀八郎
・15俵　徒士　坂野富八郎
・雇　〃　森田安太郎
・12俵　徒士　田中平助
・15俵　〃　川澄織右衛門
・9俵　徒士格、坊主　三浦寿三
・12俵　〃　大工棟梁　中村四郎兵衛
・12俵　〃　地方手付　山田初右衛門
・〃　〃格　地方手付　加藤牧右衛門
・〃　〃　御目付　井上忠左衛門
・雇　〃　元メ下役　井上雅蔵
・無席　△鷹見五郎太
・25俵　中小姓、連紙ノ間　河合万吉

## 歴代藩主

### 戸田家（1601年 - 1664年）
譜代 1万石
1. 戸田尊次
2. 戸田忠能
3. 戸田忠昌

### 三宅家（1664年 - 1871年）
譜代 1万2千石
1. 三宅康勝 〈大坂加番〉
2. 三宅康雄 〈駿府加番・日光祭礼奉行・奥詰・小姓・奏者番・寺社奉行〉
3. 三宅康徳
4. 三宅康高 〈日光祭礼奉行〉
5. 三宅康之 〈日光祭礼奉行〉
6. 三宅康武 〈日光祭礼奉行〉
7. 三宅康邦
8. 三宅康友 〈大坂加番・日光祭礼奉行〉
9. 三宅康和 〈大坂加番〉
10. 三宅康明 〈大坂加番〉
11. 三宅康直 〈日光祭礼奉行・大坂加番・奏者番〉
12. 三宅康保

## 幕末の領地
- 三河国
  - 渥美郡のうち - 34村

長仙寺村(103石3斗7升0合0勺0才3撮)・浜田村(269石0斗9升6合9勺8才5撮)・久美原村(193石8斗2升4合0勺0才5撮)・院内村(120石1斗4升9合0勺0才2撮)・今田村(705石9斗7升1合0勺0才8撮)・本前村(188石7斗6升1合9勺9才3撮)・水川村(102石7斗5升7合0勺0才4撮)・谷ノ口村(378石1斗9升4合0勺0才0撮)・東ヶ谷村(254石1斗4升1合9勺9才8撮)・新美村(219石0斗6升7合9勺9才3撮)・志田村(185石7斗2升3合0勺0才7撮)・赤松村(386石8斗1升1合0勺0才5撮)・青津村(711石3斗9升0合9勺9才1撮)・市場村(398石0斗2升6合0勺0才1撮)・漆田村(390石4斗1升9合0勺0才6撮)・田原村(2006石7斗4升9合0勺2才3撮)・吉胡村(　557石9斗8升4合0勺0才9撮)・浦村(1185石4斗6升2合0勺3才6撮)・波瀬村(171石4斗1升9合9勺9才8撮)・片浜村(100石2斗0升2合0勺0才3撮)・白谷村(96石5斗8升5合9勺9才9撮)・仁崎村(246石3斗0升0合9勺9才5撮)・上野田村(1544石1斗1升2合0勺6才1撮)・大久保村(865石4斗7升8合0勺2才7撮)・加治村(832石2斗8升8合0勺2才5撮)・大草村(760石8斗7升9合0勺2才8撮)・若見村(1165石7斗1升4合9勺6才6撮)・高松村(1606石4斗7升0合9勺4才7撮)・下野田村(1370石0斗9升4合9勺7才1撮)・芦村(490石4斗4升1合9勺8才6撮)・赤羽根村(1611石1斗0升4合0勺0才4撮)・越戸村(272石3斗5升5合0勺1才1撮)・和地村(896石3斗8升8合9勺7才7撮)・宇津江村(16石8斗5升1合9勺9才9撮)		